# Upper Austrian Jazz Orchestra
Das Upper Austrian Jazz Orchestra ist eine Bigband aus Oberösterreich, die seit 1991 besteht und zu den bedeutenden Jazz-Großformationen Österreichs zählt.

## Geschichte
Die Formation wurde von überwiegend oberösterreichischen Jazzmusikern gegründet. Motiviert vom Zweiten Preis beim Billa Big Band Contest 1992 nahm das Orchester in den darauffolgenden Jahren musikalische Anleihen bei unterschiedlichsten Stilistiken. Seit 1995 lud es Gastmusiker wie Kenny Wheeler, Jack Walrath, Johnny Griffin, Slide Hampton, Toshiko Akiyoshi und Maria João ein, die mit ihm Konzertprogramme gestalteten. Auch Musiker des Orchesters präsentierten sich dabei als Komponisten und Arrangeure. Seit 2003 beschäftigte sich das Orchester in einer Reihe von Projekten mit der Verarbeitung von literarischen Werken bzw. Sprache im Allgemeinen in Kombination mit Jazz. So ließ es sich auf Textpassagen und Stilmittel von Thomas Bernhard ein, experimentierte mit den Golowin-Liedern von Friedrich Gulda und bearbeitete oberösterreichische Volkslieder. Ausgewählte Programme wurden auf Tonträgern veröffentlicht.
Neben der künstlerischen Tätigkeit nimmt das Upper Austrian Jazz Orchestra auch pädagogische Aufgaben wahr; es betreut das Oberösterreichische  JugendJazzOrchester und richtet jährliche Bigband-Workshops in Bad Goisern aus.

## Besetzung des Orchesters
Den Kern der Formation bildeten (2012) Andreas Pranzl, Gerd Rahstorfer, Simon Plötzeneder und Manfred Paul Weinberger (Trompeten), Dominik Stöger, Robert Bachner, Hermann Mayr, Charly Wagner (Posaunen), Robert Friedl, Franz Bachner, Christian Maurer, Robert Müllner, Andreas See (Holzbläser), Helmar Hill, Primus Sitter, Christian Wendt und Alfred Vollbauer (Rhythmusgruppe). In der Vergangenheit gehörten auch Christian Kastenhuber, Bumi Fian, Klaus Dickbauer, Christian Steiner, Erhard Blach, Frank Schwinn, Gerald Preinfalk, Franz Weyerer, Rudolf Pilz, Wolfgang Mang und Christian Bachner zum Klangkörper.

## Diskographie
- Plays Music of Kenny Wheeler (Westwind 1996, mit Kenny Wheeler)
- La Lampe Philosophique (PAO 1999)
- You Got My Wife, But I Got Your dog (Universal 2002, mit Jack Walrath, nominiert zum Hans-Koller-Preis 2003 als „Beste CD des Jahres“)
- Deference to Anton Bruckner (ATS-Records 2003)
- 101 Years: Glenn Miller (ATS-Records 2006, mit Michael Gibbs)
- Des söwe aundas oder Thomas Bernhardt Groovt (ATS-Records 2006)
- Wein, Weib und Gesang (ATS-Records 2008, mit Tini Kainrath)
- Song-Song oder 7 Musen und 4 Laster (ATS-Records 2009, mit Ali Gaggl und Tini Kainrath)
- Swing and All That Jazz (ATS Records 2012, mit Michael Gibbs)
- Ohne Musik wäre das Leben ein Irrtum (ATS-Records 2013, mit Gunkl)
- In the Spirit of Hans Koller  (ATS-Records 2018)